# 森田恭通
森田恭通（1967年12月19日—）是一位來自茨木市的室內設計師。

## 生平
1989年，森田恭通在八代学院大学学习期间，神户三宫的一間酒吧“Cool”  的室內設計就是由森田恭通負責。這也是他的處女作。

### 职业
大学毕业后，森田恭通成為大阪市一家设计公司的首席设计师。
森田1996年，森田恭通成立了自己的公司——森田恭通设计事务所。2000年6月，公司重組並更名為Glamorous Co., Ltd. 。 2001年，他又在在香港成立了 Y. Morita Design (HK) Ltd.。 

### 个人生活
2007年3月14日，他宣布与女演员大地真央订婚。2007年7月25日，森田恭通與大地真央結婚，結婚地點位於法国香槟。 